# Lupercale
Il lupercale era una grotta, poi divenuta santuario, dove i Romani veneravano il dio Luperco (Faunus lupercus), ai piedi del Palatino.

## Storia
In origine il Lupercale era una semplice grotta che si trovava ai piedi del Palatino. Dionigi la descrive grande, pietrosa, ricoperta di querce, con una fonte d'acqua sul fondo.
Tradizionalmente, il Lupercale è il luogo dove Romolo e Remo furono trovati dal pastore Faustolo, dopo essere stati abbandonati all'interno di una cesta. Qui furono allattati dalla lupa.

## Sito archeologico
Il 26 gennaio 2007 l'archeologa italiana Irene Iacopi annunciò che, probabilmente, era stata ritrovata la leggendaria grotta sotto le rovine della Casa di Augusto sul Palatino. Gli archeologi hanno rinvenuto questa cavità ad una profondità di 15 metri durante i lavori di restauro del palazzo.
Il 20 novembre 2007 è stato distribuito un primo gruppo di foto che mostra la volta della grotta, adornata di mosaici colorati e di conchiglie. Il centro della volta è decorato con un'aquila bianca, che è il simbolo del principato di Augusto. Gli archeologi sono ancora alla ricerca dell'entrata della grotta sotto il Palatino, nei pressi del palazzo di Augusto.
La grotta, situata presso le mura del palazzo di Aurelio, tra il Tempio di Apollo Palatino e la Basilica di Sant'Anastasia al Palatino, all'altezza del Circo Massimo, si trova a 16 metri di profondità, e finora è stata solo esplorata da una telecamera sonda, la quale ha mostrato una struttura di 9 metri di altezza per 7,5 di diametro, con le pareti decorate a mosaici e al centro l'aquila augustea.
Alcuni archeologi hanno condiviso l'identificazione di questa grotta con il Lupercale, altri invece hanno espresso parere diverso, identificando il sito come una fontana o un ninfeo.

## Origine del nome
Sia Ovidio che Plutarco offrono due possibili spiegazioni del termine "Lupercale", che deriva:
- dalla lupa che allattò Romolo e Remo, la quale fornisce il nome prima alla grotta e poi al rito dei Lupercali,
- dal culto dei Lupercali, i quali sarebbero il corrispettivo latino delle feste greche chiamate Licee. Infatti entrambe contengono il termine "lupo" nell’etimologia.

## Interpretazione
Dal punto di vista politico il Lupercale rappresenta il simbolo del nazionalismo romano, mentre ritualmente appare come il luogo di contatto tra l'elemento albano e l'elemento etrusco rappresentando due fasi di civiltà precedenti alla fondazione di Roma e le cui influenze dovevano confluire nel rito romano.

## Ricostruzioni e studi sulla localizzazione del sito
Il Lupercale viene collocato nei pressi del fico ruminale. 
Già Velleio Patercolo riferisce del Lupercale, situato ai piedi del Palatino.
Anche gli umanisti si occuparono della questione: 
- Fulvio Biondo lo colloca lungo la strada che porta al circo Massimo e alla via Appia;[17]
- Andrea Fulvio indica una piazza ai piedi del Palatino, 'antro e spelonca della Lupa'.[18]

Più recentemente, Gioacchino De Angelis D'Ossat affrontò il problema geo-idrologico della zona del Palatino, studiando le acque sotterranee per affiancare la ricerca archeologica del luogo del Lupercale, tradizionalmente provvisto di una sorgente.
Questa ricerca ha dimostrato che originariamente il Palatino era soggetto all'erosione da parte delle risorse idriche sottostanti e l'azione umana contribuì all'estrazione di materiali rocciosi. Il Lupercale doveva essere scavato in un materiale resistente, quale:
- tufo litoide da costruzione
- tufo granulare
- ghiaia, adeguata alla presenza di una fonte.

La ricerca della grotta doveva quindi considerare l'insieme di questi fenomeni e secondo Gioacchino De Angelis D'Ossat il luogo più adatto si trovava nell'area nord-ovest del colle, in relazione a un banco ghiaioso.